# Terminator: The Sarah Connor Chronicles
Terminator: The Sarah Connor Chronicles är en amerikansk tv-serie som hade premiär den 13 januari 2008 på TV-kanalen FOX och är producerad av Warner Bros. Television. Serien är skapad av Josh Friedman. Tv-serien är en fortsättning på Terminator-filmserien. Den tar vid efter händelserna i den andra filmen Terminator 2 - Domedagen. Serien hade premiär i Sverige måndagen den 5 maj 2008 klockan 22:00 på TV3 och andra säsongen visades under våren 2009 i TV6. Serien lades ner den 18 maj 2009 i USA.

## Produktion
Inspelningarna började 24 januari 2007. Pilotavsnittet är huvudsakligen inspelat i Albuquerque, New Mexico, USA. Resten av det inspelade materialet är huvudsakligen inspelat hos Warner Brother Studios i Burbank, Kalifornien. Skaparna har försökt undvika ett berättarsätt med en ny fiende varje vecka utan istället ha en mer linjär handling. Karaktärerna kommer att möta faror av annat slag än bara Terminator-robotar och Skynet. Friedman har sagt att serien inte har någon anknytning till Terminator 3: Rise of the Machines, händelserna i den filmen utspelar sig i en alternativ tidslinje.

## Karaktärer
- Sarah Connor (Lena Headey) är en av huvudkaraktärerna i Terminator filmserien. Efter att ha blivit jagad av en robot från framtiden som försökte döda henne för att hindra födelsen av hennes son hamnade hon på ett mentalsjukhus. Hon fick hjälp att fly därifrån av sin son flera år senare.
- John Connor (Thomas Dekker) är Sarah Connors son och mänsklighetens hopp i framtiden. Han har varit en viktig karaktär i filmerna. I tv-serien är han 15 år.
- Cameron Phillips (Summer Glau) är en Terminator av hittills okänd modell (okänd T-900 modell), programmerad för att skydda John Connor.
- James Ellison (Richard T. Jones) är en FBI agent som är på jakt efter Sarah Connor.
- Cromartie (Owain Yeoman och Garret Dillahunt) är en Terminator (T-888) skickad från framtiden för att döda John Connor.

### Fotnoter
1. ↑  ”Tv-serien "Samantha" nedlagd”. Svensk dagbladet. 19 maj 2009. http://www.svd.se/tv-serien-samantha-nedlagd. Läst 12 januari 2017.